# Prasinocyma niphosporas
Prasinocyma niphosporas là một loài bướm đêm trong họ Geometridae.